# جائزة اليابان الكبرى 1987
جائزة اليابان الكبرى 1987 هو سباق فورمولا 1 أقيم بتاريخ 1 نوفمبر 1987 في اليابان. كان الخامس عشر من أصل 16 في بطولة العالم لسباقات الفورمولا واحد موسم 1987. حلّ النمساوي غيرهارد بيرغر أولا بينما جاء البرازيلي آيرتون سينا في المركز الثاني وحصل على المركز الثالث السويدي ستيفان يوهانسون.